# Акулий торнадо 4: Пробуждение
«Акулий торнадо 4: Пробуждение» (англ. Sharknado: The 4th Awakens, дословно — Акулий торнадо: Четвёртое пробуждение) — американский научно-фантастический комедийный фильм-катастрофа 2016 года и четвёртая часть серии фильмов «Акулий торнадо», следующая за «Акулий торнадо», «Акулий торнадо 2: Второй по счёту» и «Акулий торнадо 3». Режиссёром фильма стал Энтони Ферранте, а Иан Зиринг, Тара Рид, Дэвид Хассельхофф и Райан Ньюман повторили свои роли из предыдущих частей. К актёрскому составу фильма присоединились Томми Дэвидсон, Масиэла Луша, Имани Хаким, Шерил Тигс и Гэри Бьюзи. В фильме Фин Шепард и его союзники, спустя пять лет после последнего акульего торнадо, противостоят группе разновидностей этого стихийного бедствия, таких как «Коровье торнадо» и «Молниеносное торнадо».
Премьера фильма состоялась на канале Syfy в США 31 июля 2016 года. Хотя название фильма, постер и вступление пародируют фильм 2015 года «Звездные войны: Пробуждение силы», это не мокбастер.

## Сюжет
Вступление (см. Star Wars opening crawl): «Со дня последнего Акульего торнадо прошло 5 лет. Технологическая корпорация „Астро-Икс“ использовала свою революционную энергосистему дешёвых и безвредных реакторов, названных астроподами, чтобы стабилизировать атмосферу и предотвратить появление любых торнадо. Благодаря основателю „Астро-Икс“, мечтателю и пророку Астону Рейнолдсу, мир оказался в безопасности. Но сегодня будущее человечества снова под угрозой…»
Астон Рейнолдс по телевидению с гордостью рассказывает о созданной им системе противо-акульей безопасности, использующей технологию контроля над погодой, и приглашает всех в своё новое развлекательное заведение Лас-Вегаса — гостиницу-казино «Мир акул».
Фин Шеперд живёт на канзасской ферме со своей матерью Рэйи и маленьким сыном Гилом. Он решает навестить открывшийся «Мир акул», куда также должен приехать его старший сын Мэтт, и прибывает со своей кузиной Джемини в Лас-Вегас. Именно в это время на Лас-Вегас надвигается песчаная буря, которую астроподы не в силах остановить, так как настроены на подавление торнадо, возникающих из воды, но не из песка. В этот смерч попадает второй сын Фина, Мэтт, со своей молодой женой, Габриэль. Буря уносит их, прыгнувших с парашютом, в неизвестном направлении. Фину удаётся поймать и спасти Габриэль, но не Мэтта. Смерч разрушает гостиницу, и на свободе оказываются сотни заключённых там акул, которые немедленно начинают поедать гостей заведения.
Фин, Габриэль и Джемини бросаются на поиски Мэтта и в итоге спасают его. Акулий торнадо уходит в пустыню, Лас-Вегас зализывает раны.
Полковник Гилберт Шепард, спасённый в конце прошлого фильма с Луны Рейнолдсом, теперь работает на его «Астро-Икс», испытывая ме́ха-костюмы. Также выясняется, что Эйприл жива: её отец, учёный Уилфорд, достал её тело из-под обломков космического челнока и оживил, превратив в киборга. Теперь она обладает огромной силой и выносливостью, а также оружием, встроенным в руку, и реактивными двигателями в ногах. Однако Уилфорд убедил дочь, что её муж, Фин, и вся остальная её семья мертвы, поэтому для девушки становится шоком новость о том, что её муж жив. Она силой сбегает из лаборатории отца и вскоре встречается с дочерью и свёкром.
Фин, Мэтт, Джемини и Габриэль направляются в Канзас к Рэйи и Гилу на поезде. По пути они встречают акулий торнадо, который разрушает плотину Гувера, из-за чего огромное количество воды устремляется в Большой каньон, снова имеются многочисленные жертвы. Рейнолдс понимает, что находится на грани разорения, и это в лучшем случае. Пытаясь хоть как-то исправить ситуацию, он выпускает ракеты, уничтожающие часть Каньона и таким образом останавливающие наводнение (на самом деле расстояние от Большого каньона до плотины Гувера — около 80 км). Тем временем одна из акул откусывает голову машинисту, и поезд теряет управление. Фин по крыше мчащегося поезда добирается, по пути врукопашную сражаясь с акулами, до кабины машиниста и останавливает поезд. Рейнолдс присылает к поезду вертолёт, и четверо друзей прибывают в центральный офис «Астро-Икс». Рейнолдс просит Фина выступит с успокоительной речью перед народом США, пока тот налаживает противо-акулью оборону, но Фин отказывается.
Четверо героев продолжают свой путь на джипе. Въехав в Техас, они замечают преследующий их торнадо. Остановившись в первой попавшейся деревушке они покупают бензопилу. Торнадо свирепствует на близлежащем нефтяном месторождении, становясь «огненным торнадо» и грозя сжечь поселение. Фин садится в трактор, оборудованный огромной бензопилой, вооружается огнетушителями и отправляется в «сердце» стихии. В последний момент он бросает трактор, набитый огнетушителями, и торнадо его забирает в себя. Фин стреляет по летящему трактору из гранатомёта, тот взрывается и поэтому ураган сменяет курс. Теперь он бушует в Йеллоустонском парке, превращаясь в «лаванадо».
Тем временем во власти акульего торнадо оказывается автомобиль, на котором пытались спастись Гилберт и Клаудия Шепарды. Он падает прямо возле мечущейся по городу Эйприл. Все втроём они возвращаются в лабораторию Уилфорда, и тот демонстрирует им готовый меха-костюм.
Въехав в Канзас, Фину и его родственникам приходится сменить автомобиль. Их новым средством передвижения оказывается Plymouth Belvedere образца 1958 года по имени Кристина, умеющая ездить без помощи водителя. На нём они почти добираются до родной фермы. Осталось пробежать около полутора километров, а торнадо уже бушует вокруг них.
Рэйи и Гил прячутся от надвигающейся стихии, превратившейся в «коровонадо», в убежище (Storm cellar). Фин, Джемини, Мэтт и Габриэль добегают до фермы и вооружаются автоматическим оружием и арбалетами, но Габриэль гибнет в схватке с акулами, а Фина, Гила, Мэтта и Джемини уносит ураганом вместе с домом. Через некоторое время дом падает в Чикаго, раздавив мэра этого города, которая всей душой ненавидит Фина. Эйприл разбирает обломки дома и достаёт из-под завалов поражённых мужа и сыновей.
Тем временем Рейнолдсу удаётся отладить своё противо-торнадное оружие, и он в последнюю секунду спасает от уничтожения гору Рашмор и город Сиэтл. Однако пока не удаётся остановить «электронадо», двигающееся к АЭС Перри в Огайо. Оно разрушает АЭС и становится радиоактивным. «Ядернадо» разрушает Филадельфию, а Фин, с помощью Уилфорда, находит решение: нужна «квантовая яма», очень мощная «батарейка» и очень много воды. Воду решают взять из Ниагарского водопада а батарейкой послужит энергоблок меха-костюма. Посадить самолёт у водопада невозможно, поэтому Рейнолдс, взяв всё необходимое, прыгает с самолёта в костюме для планирования. Приземлившись у водопада, он активирует «квантовую шкатулку», но энергии недостаточно. Приблизившийся «ядернадо» сбрасывает Рейнолдса в водопад. Теперь спасать страну от «ядернадо» предстоит Фину и всей его семье, включая маленького Гила: они решают использовать второй энергоблок от костюма, и теперь энергии должно хватить. Гилберт готов облачиться в меха-скафандр и ринуться в бой, но в последний момент его проглатывает радиоактивная акула, а сам скафандр ветром сносит вниз на камни. Фин спускается к скафандру и облачается в него. С помощью жены-киборга он добирается до «квантовой шкатулки», добавляет энергию своего костюма, и «ядернадо» превращается в «обычный» акулий торнадо. Тем временем акулы глотают Мэтта, Клаудию и Джемини. Фина в его скафандре проглатывают несколько акул (одна за одной по принципу матрёшки), а в итоге — синий кит, падающий на землю. Его вскрывает с помощью маленькой бензопилы малыш Гил и там, внутри проглоченных китом акул, обнаруживает невредимых Гилберта, Мэтта, Клаудию, Джемини и сильно раненого отца.
Семья воссоединилась, однако прилетевшая с неба и упавшая в водопад Эйфелева башня заставляет Эйприл глубокомысленно произнести: «Не думаю, что всё закончилось…» Фин же замечает на упавшей конструкции женщину и потрясённо шепчет: «Нова..?» Во время финальных титров показан водопад, из-за которого Рейнолдс кричит: «Эй, ребята, у меня получилось!», то есть и он остался жив.

## В ролях

### В главных ролях
- Иан Зиринг — Фин Шеперд
- Тара Рид — Эйприл Шепард, жена Фина
- Масиела Луша — Джемини, кузина Фина
- Коди Линли — Мэтт Шепард, сын Фина
- Райан Ньюмен — Клаудия Шепард, дочь Фина
- Томми Дэвидсон[англ.] — Астон Рейнолдс, владелец «Астро-Икс» и «Мира акул»
- Имани Хаким[англ.] — Габриэль, жена Мэтта
- Черил Тьегс[англ.] — Рэйи Шепард, мать Фина
- Гэри Бьюзи — Уилфорд, отец Эйприл, тесть Фина[5]
- Дэвид Хассельхофф — полковник Гилберт Шепард, отец Фина

### Во второстепенных ролях и эпизодах
Во второстепенных ролях и эпизодах фильма снялись множество известных людей: актёры, телеведущие, участники реалити-шоу, стендап-комики, рестлеры, видеоблогеры, музыканты и другие. Ниже указаны лишь некоторые из них:
- Сьюзан Энтон — Бетти, игрок в азартные игры
- Синтия Бэйли[англ.] — техник Эддисон
- Джиллиан Барбери — паникующая пассажирка в поезде
- Дуэйн Ли Чепмен — Чоп Топ, торговец бензопилами
- Тодд, Грейсон и Саванна Крисли[англ.] — в роли самих себя
- Стейси Дэш — Сандра Мэнсфилд, мэр Чикаго[11]
- Джей Демаркус[англ.] — администратор гостиницы «Мир акул»
- iJustine[англ.] — Шатнер
- Дэн Фарр[англ.] — в роли самого себя
- Дэвид Фаустино — Бад, «моряк» на пиратском судне, не умеющий ставить парус
- Энтони Ферранте — Фенуик
- Эрика Джейн — техник Франсис
- Гилберт Готтфрид — Рон Макдональд, корреспондент «Today», преследователь урагана[англ.]
- Лори Грейнер[англ.] — в роли самой себя, гуру «Home Shopping Network[англ.]»
- Стив Гуттенберг — Колтон, хозяин а/м «Кристина»
- Гэри Герберт — в роли самого себя
- Брэнди Глэнвилл — техник «Астро-Икс» Уитли
- Хейли Хасселхофф[англ.] — инспектор Мэри Джейн
- Роберт Херджавек[англ.] — инспектор Паркер, астрофизик «Астро-Икс»
- Ким Херджавек[англ.] — инспектор Гвен, астрофизик «Астро-Икс»
- Кэрри Киган[англ.] — инспектор «Астро-Икс» Мартиндейл
- Т’Кейя Кристал Кейма[англ.] — техник «Астро-Икс» Терри
- Дэниэл Логан — капитан Фетт
- Донна Миллз — инспектор Уинк
- Фрэнк Мир — Джейми, начальник службы безопасности гостиницы «Мир акул»
- Кеня Мур — Моник
- Натали Моралес — в роли самой себя
- Винс Нил — в роли самого себя
- Рой Нельсон — Донни, папарацци
- Уэйн Ньютон — в роли самого себя
- Джина Ли Нолин — Нили Кэпшоу, учёная по ракетам в «Астро-Икс»
- Александра Пол — Холден, учёная по ракетам в «Астро-Икс»
- Дрю Пински[англ.] — пастор
- DeStorm Power[англ.] — боец Нацгвардии
- Минди Робинсон — Энни, болельщица
- Эл Рокер[англ.] — в роли самого себя
- Сет Роллинс — техник «Астро-Икс» Лопес[12]
- Стасси Шрёдер[англ.] — Джена Кёнинг, менеджер нью-йоркского филиала «Астро-Икс» у Ниагарского водопада
- Пол Шаффер[англ.] — в роли самого себя, уличный музыкант
- Пэтти Стенджер — Марли Крейг, репортёр
- Землетрясение[англ.] — агент Кроненберг
- Кори Тейлор — Фрэнки, охранник гостиницы «Мир акул»
- Чарльз Тиллмен[англ.] — Джонни Цукер
- Кэррот Топ — водитель
- Кэролайн Уильямс — Стретч
- Эдриан Змед[англ.] — в роли самого себя
- Танцевальная труппа «Чиппендейлс»
- Дэн Игер — стрелок

## Производство
О выпуске четвёртой части серии было объявлено сразу после премьеры третьей, в её финальных титрах. Поскольку в финале третьей части на главную героиню, Эйприл Уэкслер, упал обломок космического челнока, и неясно, осталась она жива или нет, то прямо в финальных титрах 3-й части последовал призыв к пользователям Твиттера с помощью голосования, используя хештеги #AprilLives или #AprilDies, решить её судьбу. В четвёртой части Эйприл, в итоге, оказалась жива.
Четвёртую ленту серии «Акулий торнадо» снял тот же режиссёр, который создал и предыдущие три, а также главные роли здесь исполняют те же актёры. Несмотря на название фильма, его постер и вступление (см. Star Wars opening crawl), «Акулий торнадо 4» не является мокбастером картины «Звёздные войны: Пробуждение силы» (2015).
Несмотря на то, что значительная часть действия картины по сюжету происходит в Чикаго (Иллинойс) и Канзасе, съёмки фильма проходили исключительно в городах Санта-Кларита (Калифорния) и Лас-Вегас (Невада).
Премьера ленты состоялась 31 июля 2016 года на канале Syfy, премьеру посмотрели 2,768 миллионов человек.

## Критика
«Акулий торнадо 4: Пробуждение» получил в основном негативные отзывы от критиков и зрителей. Rotten Tomatoes дал фильму рейтинг в 17 %, заключив: «Акулий торнадо 4: Пробуждение потерял нелепый шарм своих предшественников, оставив только неуклюжие социальные комментарии и монотонные шутки, потерявшие свою „кусачесть“». TheWrap.com комментирует фильм так: «В первый раз шутка может быть смешной, но к четвёртому разу она перестаёт быть таковой… Это пародийное кино такое же абсурдное и глупое, как и первые три части, но в этот раз всё совсем наиграно… Будем искренни: это должен быть последний „Акулий торнадо“. Хватит уже.» Фильм посмотрели 2,77 миллиона человек.

## Продолжение
Слухи о пятом фильме, который будет называться "Акулий торнадо 5: Земля 0", впервые появились в октябре 2016 года. 2 февраля 2017 года компания The Asylum подтвердила на своей официальной странице в Facebook, что пятый фильм под рабочим названием "Акулий торнадо 5" поступил в производство, а Иан Зиринг, Тара Рид и Кэсси Скербо вновь исполнили роли Фина, Эйприл и Новы соответственно. В фильме "Акулий торнадо 5: Глобальное роение" Фин и его жена Эйприл путешествуют по всему миру, пытаясь спасти своего маленького сына, который оказался в ловушке внутри акулы. 1 июня 2017 года было обнародовано название фильма с лозунгом "Сделаем Америку снова приманкой". Год спустя был анонсирован фильм "Последний акулий торнадо: Как раз вовремя".